# 西淀川区女児虐待死事件
西淀川区女児虐待死事件（にしよどがわくじょじぎゃくたいしじけん）とは、2009年（平成21年）に発生した女児虐待死事件。
（被害者は過去に芸能活動の経験があるが以下の記事では匿名とする）

## 概要
2009年（平成21年）4月7日、大阪府大阪市西淀川区の小学4年生の9歳女児が行方不明となり、親によって西淀川警察署に家出人捜索願が出され、大阪府警が捜査。
その後、女児の母親（当時34歳）と内縁の夫（当時38歳）、知人の男（当時41歳）の3人を任意で事情聴取。同居の男が「女児が家のベランダで死んだので、遺体を奈良県に埋めた」と供述。4月23日、奈良県奈良市柳生下町の山中にある墓地で、供述通り女児の遺体が見つかった。そして女児母親と内縁の夫と知人の男が死体遺棄容疑で逮捕された。
被害女児に生前の1月中旬から顔にアザがあることを被疑者に追及すると、被害女児は内縁の夫と女児母親から日常的な虐待を受けていたこと、また3月下旬以降は内縁の夫によって被害女児がベランダに放置されていることが日常的に行われていたことが判明する。

### 女児への虐待
内縁の夫と女児母親は2009年3月中旬以降、被害女児に対して木刀やプラスチック製バットで殴打する、ドアに叩きつけるなどの非常に激しい折檻を毎晩長時間にわたって深夜まで加え続けた。また、毎晩ベランダに締め出し、寒空のもと防寒・寝具なしで寝ることを強要した。被害女児は硬く冷たい床にシート1枚という劣悪な環境下に連日晒された。そのため睡眠がまったく取れず異常な睡眠不足状態に陥り、室内で行われた折檻の途中に眠りに落ちてしまうこともあった。これが男と母親の怒りを買い、虐待はさらにエスカレートした。　
被害女児の1日の食事は残り物の白米で作った塩などの味付けの無いおにぎり1つのみ、もしくはバナナ1本のみしか与えられず、栄養失調状態であった。また、水分摂取も著しく制限され、1日に500mlしか受け取ることができず、これは1日の必要量を大幅に下回る量だった。また、被害女児は喘息を患っていたにもかかわらず、喘息の薬を一切受け取れなかった。この食事制限・水分制限は毎日のことで、そのため被害女児は連日寒さに凍えながら異常な空腹と喉の渇きに苦しみ、喘息の発作を起こしても薬も与えられず水も飲めないという激しい苦痛に晒され続けた。検察をして「9歳の女の子が一身に受けるにはあまりにも強烈な虐待で、被害女児の味わった苦しみは想像に余りある」と言わしめた一連の激しい虐待・ネグレクトにより、やがて被害女児は酷く衰弱し、立つこともままならなくなってしまった。トイレに行きたくてもトイレまで行くことができず、失禁が度重なった。被害女児が衰弱死した前夜も、衰弱しきっている被害女児に対し、置き去り（失禁）、殴打・平手打ち、正座の強要、ナイフによる恫喝、玄関からの締め出し、ベランダへの放置という苛烈な虐待が行われた。
死亡した当日の被害女児は、肌着1枚の上に直接スウェットの上下に裸足という冬の寒さには到底耐えられない服装でベランダに放置されていた。
4月5日、ベランダで衰弱死している被害女児を同居の男が発見し、遺体を奈良県奈良市柳生下町の山中に埋めた。

## 捜査
2009年（平成21年）5月13日、大阪地検は3人を死体遺棄罪で起訴した。
2009年（平成21年）5月21日、大阪府警は母親と内縁の夫を保護責任者遺棄致死容疑で再逮捕した。なお、知人の男は関与が薄いとして同罪の立件を見送った。また、殺人や傷害致死容疑での立件も検討したが、暴行と死亡の因果関係から殺意を立証するのが困難なため、こちらも適用を見送った。
2009年（平成21年）6月10日、大阪地検は母親と内縁の夫を保護責任者遺棄致死罪で追起訴した。

## 刑事裁判

### 母親の知人の男の裁判
2009年（平成21年）8月14日、大阪地裁（幅田勝行裁判官）で初公判が開かれ、罪状認否で起訴事実を認めた。同日の公判では、母親が「虐待の跡がわからなくなるよう焼いてしまうか、工業団地に埋めることを提案した」と述べた捜査段階の供述調書などが読み上げられた。
2009年（平成21年）8月21日、論告求刑公判が開かれ、検察官は「虐待を目にしていながら警察などに通報せず、死亡後は安易に死体遺棄に加担した」として懲役2年6か月を求刑、裁判が結審した。
2009年（平成21年）9月4日、大阪地裁（幅田勝行裁判官）で判決公判が開かれ、裁判官は「人目につきにくい山里に遺体を埋めた悪質な犯行だが、関与は従属的で反省している」として懲役2年6か月、執行猶予4年の有罪判決を言い渡した。

### 母親の裁判
2010年（平成22年）7月12日、大阪地裁（樋口裕晃裁判長）で裁判員裁判の初公判が開かれ、罪状認否で起訴事実を概ね認めたが「被害女児が亡くなるほど弱っているとは思わなかった。（内縁の夫と）共謀したつもりはない」と述べて内縁の夫との共謀を否認した。
冒頭陳述で検察官は「内縁の夫の愛情を失うことを恐れ、自ら女児の頬をつねりあげたうえ、内縁の夫の暴力を黙認するなど共謀は明らか」と指摘した上で「虐待の発覚を恐れて学校を休ませ、虚偽の捜索願を出した」と述べた。一方、弁護人は「躾を振りかざして虐待する内縁の夫に、表向き調子を合わせながらエスカレートしないように宥めていただけ」と述べて内縁の夫との共謀を否定した。同日の公判を傍聴した女児の父親は「被告が反省しているからといって、罪が軽くなるのはおかしい。たとえ極刑でも心が晴れることはないが、厳しい判決を求めたい」と述べた。
2010年（平成22年）7月13日、母親の知人の男が検察側証人として出廷し、「母親は衰弱して玄関に横たわっていた女児に『邪魔』と言っていた」と証言した。同日の公判では内縁の夫も出廷したが、「自分の公判で明らかにしたい」と述べて証言を拒否した。
2010年（平成22年）7月14日、検察官は、内縁の夫がベランダに横たわった女児の様子について「横たわったまま右手を動かし『ひまわりを探している』と言っていた」「（死亡直前の）午後3時前に『まだここで寝んの』と聞くと『ここで寝る。おやすみなさい』と言った。その後、身動き一つしなくなった」と述べた供述調書を読み上げた。また、内縁の夫の供述調書で「一番激しく叩いたり蹴ったりしたときも、そばで『何でわからへんの』と娘を叱っていた」などと述べた部分を朗読し、内縁の夫の虐待に同調していたと強調した。
2010年（平成22年）7月16日、論告求刑公判が開かれ、検察官は「大好きだった母親に見捨てられた被害女児の絶望感は察して余りある。社会に与えた影響も大きく、断固とした処罰が必要」として懲役12年を求刑した。同日の最終弁論で弁護人は「母親は深く反省している」として執行猶予付きの懲役3年が妥当と主張、裁判が結審した。
2010年（平成22年）7月21日、大阪地裁（樋口裕晃裁判長）で判決公判が開かれ、裁判長は「被害女児の人格を一切顧みない、卑劣で悪質な犯行。唯一頼るべき存在だった被告から、『邪魔』などと冷淡で非情な言葉を浴びせられた被害女児の絶望感は察するに余りある」として懲役8年6ヶ月の判決を言い渡した。8月3日、判決を不服として控訴した。
2011年（平成23年）4月8日、大阪高裁（古川博裁判長）は「内縁の夫との生活が瓦解するのを避けるため、虐待行為に同調、助長していた」として一審の判決を支持、控訴を棄却した。4月15日までに検察側と被告側が最高裁へ上告する上訴権を放棄したため、懲役8年6ヶ月の判決が確定した。

### 内縁の夫の裁判
2010年（平成22年）7月23日、大阪地裁（樋口裕晃裁判長）で裁判員裁判の初公判が開かれ、罪状認否で「食事を抜いたり手を上げたりしたが虐待ではない。普通の親が子に対して行う態度だと思っていた」と述べて虐待を否認し、保護責任者遺棄致死罪について無罪を主張した。
2010年（平成22年）7月29日、論告求刑公判が開かれ、検察官は「虐待を主導したのは被告で、被害女児が味わった苦しみは想像に余りある」として懲役17年を求刑した。同日の最終弁論で弁護人は「被害女児が極度に衰弱していたとは証拠上認められない」として保護責任者遺棄致死罪について無罪を主張、裁判が結審した。
2010年（平成22年）8月2日、大阪地裁（樋口裕晃裁判長）で判決公判が開かれ、裁判長は「被害女児が受けた苦痛や絶望感は察するに余りあり、一貫して虐待を主導した」として懲役12年の判決を言い渡した。しかし、検察官の求刑について「どのような点を重視し求刑に至ったのか説明が尽くされていない」として同種の事件と比較して求刑が重過ぎると指摘した。8月9日、判決を不服として控訴した。
2011年（平成23年）6月28日、大阪高裁（上垣猛裁判長）は一審の判決を支持、控訴を棄却した。

## 関連書籍
- 川﨑二三彦,増沢高「日本の児童虐待重大事件 2000-2010」（福村出版）